# Hoffman (film)
Pour les articles homonymes, voir Hoffmann.
Pour plus de détails, voir Fiche technique et Distribution.
Hoffman est un film britannique réalisé par Alvin Rakoff, sorti en 1970.

## Synopsis
Benjamin Hoffman est secrètement amoureux de Janet Smith, une dactylo qui travaille dans le bureau voisin. Lorsqu'il apprend que son fiancé Tom a gagné de l'argent de façon malhonnête, il fait chanter Janet pour qu'elle passe un week-end avec lui. Lorsque Tom arrive chez Hoffman à la suite d'un appel anonyme (en fait passé par ce dernier), elle repart avec lui. Mais lorsque Tom lui demande de séduire Hoffman pour ne pas être dénoncé, elle retourne chez ce dernier en se rendant compte qu'elle en est finalement tombé amoureuse.

## Fiche technique
- Titre original : Hoffman
- Réalisation : Alvin Rakoff
- Scénario : Ernest Gébler (en), d'après son roman
- Direction artistique : John Blezard
- Costumes : Elizabeth Adamson
- Photographie : Gerry Turpin
- Son : Claude Hitchcock
- Montage : Barrie Vince
- Musique : Ron Grainer
- Production : Ben Arbeid
- Société de production : Ben Arbeid Productions, Longstone Film Productions
- Société de distribution : Anglo-EMI Film Distributors
- Pays d'origine :  Royaume-Uni
- Langue originale : anglais
- Format : couleur (Technicolor) — 35 mm — 1,66:1 — son mono
- Genre : Comédie dramatique
- Durée : 113 minutes
- Dates de sortie : Royaume-Uni : 16 juillet 1970

## Distribution
- Peter Sellers : Benjamin Hoffman
- Sinéad Cusack : Janet Smith
- Jeremy Bulloch : Tom Mitchell
- Ruth Dunning : Mme Mitchell